# Vitus Heinrich

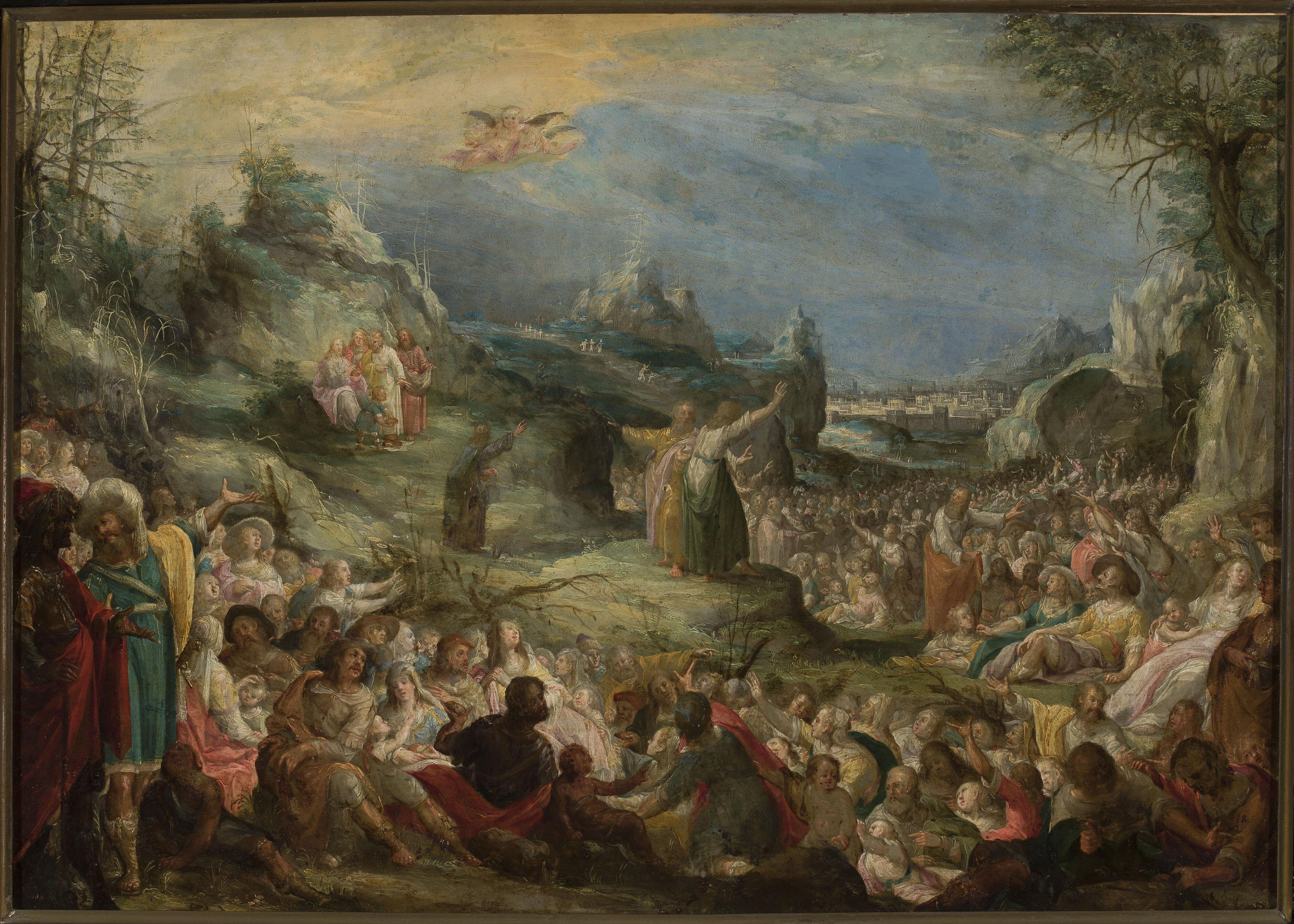
Cud rozmnożenia chleba Muzeum Narodowe w Warszawie

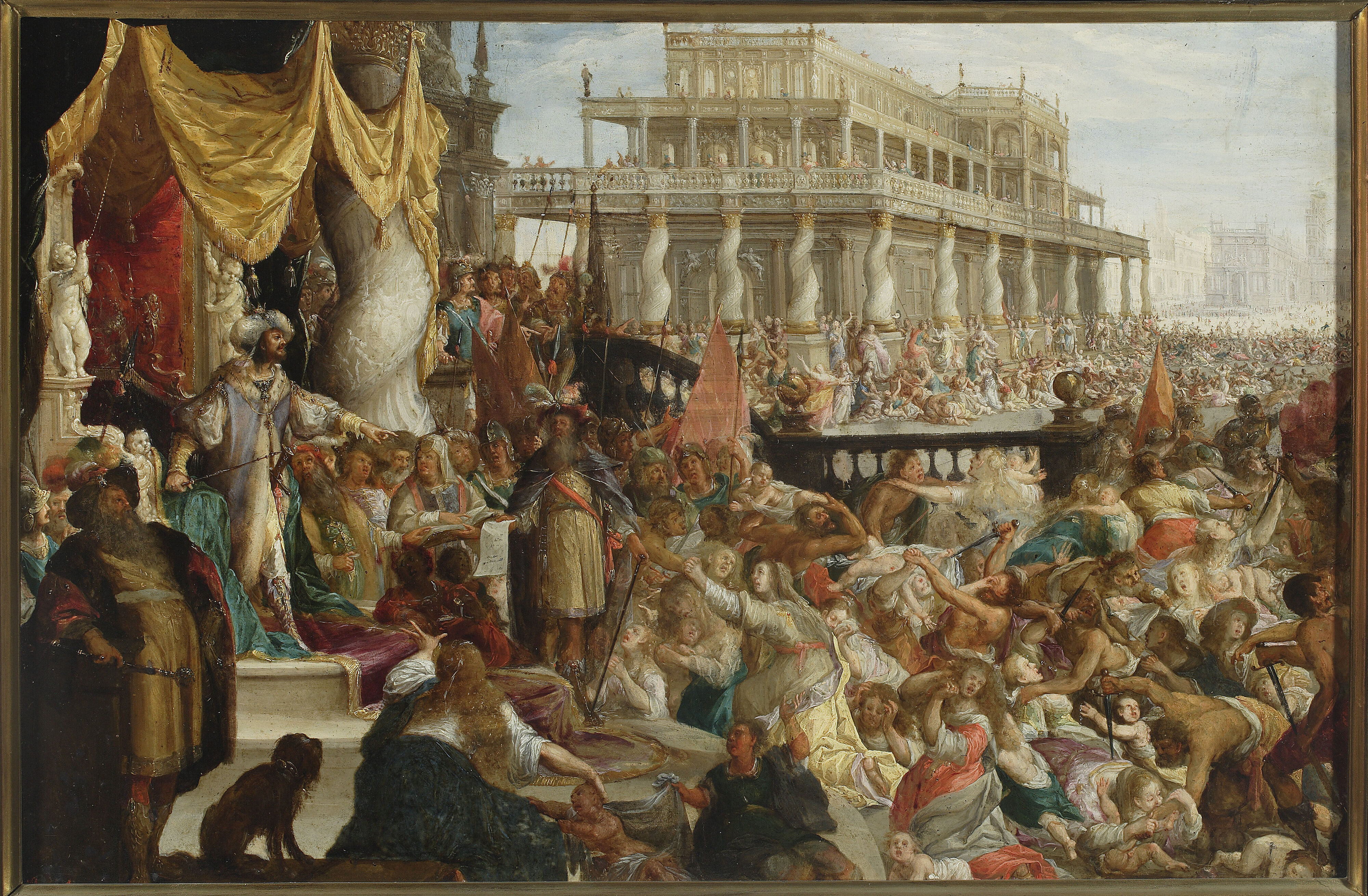
Rzeź niewiniątek Muzeum Narodowe w Warszawie

Vitus Heinrich (ur. ok. 1596/1616, zm. po 1652 a przed 1656) – holenderski malarz. Był aktywny na terenie Niderlandów Południowych, Elbląga (wówczas: Elbing; tworzył w tym mieście w latach 1634–1652)  oraz w Niemczech. Specjalizował się w malarstwie historycznym, scenach religijnych oraz batalistycznych.

## Wybrane prace
- Rzeź niewiniątek (Muzeum Narodowe w Warszawie)
- Cud rozmnożenia chleba (Muzeum Narodowe w Warszawie)
- Chrystus i jawnogrzesznica (Muzeum Uniwersytetu Jagiellońskiego)
- Zdobycie i złupienie miasta przez rzymskich żołnierzy – 1643, Elbing (obecnie w prywatnej kolekcji)[1]